# Mbe
L'mbe és una llengua que es parla al sud-est de Nigèria, a la LGA d'Ogoja, a l'estat de Cross River. S'ha de distingir de l'mbe', que es parla al Camerun.
L'mbe és una llengua independent de la família lingüística de les llengües bantus meridionals.
És una llengua tonal.

## Ús i dialectologia
L'mbe és una llengua desenvolupada (5). Està estandarditzada i gaudeix d'un ús vigorós. S'escriu en alfabet llatí des del 1985 i existeix literatura en mbe. El 35% dels mbubes (grup ètnic principal que parla l'embe) són bilingües.
Els dialectes de l'mbe són l'ekuntak, l'idum i l'odaje.

## Fonologia
Les vocals de l'mbe són: i e ɛ a ɔ o u.
Comparant-lo amb les llengües ekoid, té un inventari de consonants elaborat a causa del seu veïnatge amb les llengües de l'alt Cross.